# NGC 7356
NGC 7356 је спирална галаксија у сазвежђу Пегаз која се налази на NGC листи објеката дубоког неба.
Деклинација објекта је + 30° 42' 34" а ректасцензија 22h 42m 2,3s. Привидна величина (магнитуда) објекта NGC 7356 износи 14,1 а фотографска магнитуда 14,9. Налази се на удаљености од 118,735 милиона парсека од Сунца. NGC 7356 је још познат и под ознакама UGC 12159, MCG 5-53-10, CGCG 495-14, NPM1G +30.0479, PGC 69530.